# Museo de la Guerra del Pacífico
El Museo de la Guerra del Pacífico es un museo privado chileno ubicado en el Barrio Brasil, en la comuna de Santiago Centro de la capital chilena. Es un centro cultural perteneciente y administrado por la Fundación Museo de la Guerra del Pacífico Domingo de Toro Herrera, nombrada así en homenaje al político, ingeniero y militar del Ejército de Chile, veterano de la Guerra del Pacífico, que luego ejerció cargos políticos y realizó otros aportes a su país, además de haber sido hermano de Emilia de Toro Herrera, quien fuera primera dama de Chile, al ser la esposa del presidente José Manuel Balmaceda. Inaugurado en 2001, es el único museo dedicado exclusivamente a este tema en todo Chile.

## Colecciones
El museo alberga una vasta colección de objetos relacionados al conflicto bélico, donde se exhiben, conservan y restauran, repartidos en cinco salones dividos por diferentes temáticas y cronología de la guerra: Salón Central Domingo de Toro Herrera, Salón Naval, Salón Batallón Bulnes, Salón Alianza Perú-Bolivia y Salón Sofanor Parra. También cuenta con un archivo de documentos, originales y copias, vinculados a esta guerra. Asimismo, realizan exposiciones itinerantes con temática vinculada a ese periodo de la historia, además de contar con un museo virtual en su sitio web. Muchas de las piezas almacenadas en el museo, fueron donadas por descendientes de los veteranos de la guerra.
Bajo un enfoque historiográfico chileno, destaca la colección de armamentos e indumentaria militar, vestimenta y reliquias de los soldados (originales y réplicas), entre las que se cuentan una completa colección de corvos y de armas de fuego; una colección de modelismo naval de los barcos chilenos y peruanos utilizados en las combates navales, una creación de civiles que según sus creadores, valoran "el ejemplo más grande de unidad nacional en la Historia de Chile Republicano", una galería de fotografías de veteranos de guerra mutilados que fue utilizada para fines médicos, colecciones de objetos personales de los soldados y cuadros de aquellos personajes que tuvieron una participación destacada durante el conflicto.

## Galería
|                      |
| Salón Sofanor Parra. |

|                                                         |
| Colección de corvos originales utilizados en la guerra. |

|                                                        |
| Réplica de traje de soldado chileno durante la guerra. |

|                                               |
| Réplica en miniatura de la Corbeta Esmeralda. |